# Église Sainte-Marguerite de Soppe-le-Haut
L'église Sainte-Marguerite est un monument historique situé à Soppe-le-Haut, dans le département français du Haut-Rhin.

## Localisation
Ce bâtiment est situé rue de l'Église à Soppe-le-Haut.

## Historique
L'édifice fait l'objet d'une inscription au titre des monuments historiques depuis 1995.